# Andreas Kraus (Historiker)
Andreas Kraus (* 5. März 1922 in Erding; † 15. November 2012 in Greifenberg) war ein deutscher Historiker. Kraus war bis zu seiner Emeritierung im Jahr 1989 Inhaber des Lehrstuhls für Bayerische Landesgeschichte an der Universität München. Er war langjähriger Vorsitzender der Kommission für bayerische Landesgeschichte. Schwerpunktmäßig arbeitete er zur bayerischen Geschichte und Wissenschaftsgeschichte.

## Leben und Wirken
Andreas Kraus entstammte einer Handwerkerfamilie und wuchs als ältestes von vier Kindern in Erding auf. Von 1933 bis 1938 besuchte er das Gymnasium St. Ottilien und von 1938 bis zum Abitur 1941 das Gymnasium Dillingen. Anschließend wurde er zur Wehrmacht eingezogen und diente bis 1945 in der Luftwaffe, wo er in Norwegen und Deutschland eingesetzt war. Kurzzeitig geriet er in sowjetische Kriegsgefangenschaft, der er sich durch Flucht entziehen konnte. Von 1946 bis 1948 studierte Kraus Geschichte, Klassische Philologie und Philosophie in München, woran sich die wissenschaftliche Staatsprüfung 1948/49 und die Referendariatsausbildung anschlossen. Zwischen 1949 und 1955 war Kraus an den Höheren Schulen zu St. Ottilien, Weilheim und München-Pasing tätig. Parallel zum Schuldienst arbeitete er an seiner Dissertation über Pater Roman Zirngibl von St. Emmeram in Regensburg (1740–1816), eine der führenden Gelehrtenpersönlichkeiten Bayerns im ausgehenden 18. Jahrhundert, mit der er im Sommersemester 1952 bei Max Spindler promoviert wurde. Von Ende 1952 bis 1955 unterrichtete er am Gymnasium in Pasing unter anderem Latein und Griechisch. Dann erhielt er ein Stipendium der Görres-Gesellschaft, das ihm von 1956 bis 1958 den Aufenthalt in Rom ermöglichte, um das päpstliche Staatssekretariat zu erforschen. Dort freundete er sich mit Hermann-Joseph Busley, Ludwig Hammermayer, Heinrich Lutz, Erich Meuthen, Heribert Raab, Konrad Repgen und Hans Martin Schaller an. Nach seiner Rückkehr unterrichtete Kraus wieder in Pasing und setzte daneben seine Studien zur Wissenschaftsgeschichte fort. Zum 200-jährigen Jubiläum der Bayerischen Akademie der Wissenschaften 1959 steuerte er eine grundlegende Untersuchung zur historischen Forschung an der Akademie bei. Damit wurde erstmals auf einer breiten Quellengrundlage die Forschungsarbeit der Historischen Klasse in der zweiten Hälfte des 18. Jahrhunderts aufgearbeitet. Im Jahr 1960 legte er seine Arbeit Vernunft und Geschichte, eine Studie über die Geschichtswissenschaften an deutschen Akademien im 18. Jahrhundert, vor, mit der er sich, abermals betreut durch Spindler, in München habilitierte.
Im Jahr 1961 schied Kraus aus dem Gymnasialdienst aus und lehrte im Wintersemester 1961/62 als Lehrstuhlvertreter an der Philosophisch-theologischen Hochschule Regensburg. Dort wurde er 1962 als Nachfolger Ernst Klebels zum außerordentlichen Professor für Geschichte berufen. 1967 erhielt er an der neu gegründeten Universität Regensburg, an der der Lehrbetrieb im Wintersemester 1967/68 aufgenommen wurde, den Lehrstuhl für bayerische Landesgeschichte. In dieser Funktion wirkte er maßgeblich am Aufbau des Fachbereichs Geschichte in Regensburg mit, der mit den Spindler-Schülern Kraus, Kurt Reindel und Dieter Albrecht sowie dem Mitarbeiter an Spindlers Handbuch der bayerischen Geschichte Heinz Angermeier im Wissenschaftsverständnis sehr homogen besetzt war. In den hochschulpolitischen Auseinandersetzungen seit 1968 positionierte sich Kraus als Konservativer, gehörte noch 1968 zu den Unterzeichnern des Marburger Manifests und trat 1970 dem Bund Freiheit der Wissenschaft bei. Kraus’ hochschulpolitisches Engagement ebenso wie seine Wahrnehmung als profilierter Spindler-Schüler bildeten den Hintergrund für die heftigen inneruniversitären und öffentlichen Auseinandersetzungen, die 1977 in München um die Nachfolge Karl Bosls am Institut für Bayerische Geschichte entbrannten. Kraus war von der Berufungskommission und vom Fachbereichsrat auf Platz eins der Berufungsliste gesetzt worden, auf Platz zwei stand Karl Otmar von Aretin, der von Bosl zur Bewerbung aufgefordert worden war. Der Senat kehrte diese Reihenfolge um und votierte für Aretin, doch Kultusminister Hans Maier berief Kraus zu Bosls Nachfolger. Er lehrte und forschte auf dem Münchner Lehrstuhl für bayerische Landesgeschichte bis zu seiner Emeritierung im Jahr 1989. Zu seinen akademischen Schülern gehören Egon Johannes Greipl, Ferdinand Kramer, Richard Loibl, Alois Schmid, Peter Schmid, Heinrich Wanderwitz und Walter Ziegler, der ihm am Institut für Bayerische Geschichte nachfolgte.
Kraus gehörte zahlreichen außeruniversitären Forschungseinrichtungen an. Seit 1965 war er Mitglied der Kommission für bayerische Landesgeschichte und der Kommission für Zeitgeschichte. Der Historiograph der Akademie wurde schon 1971 zum ordentlichen Mitglied der Bayerischen Akademie der Wissenschaften berufen. Die Dissertation über Zirngibl begründete seine Mitgliedschaft in der Bayerischen Benediktinerakademie seit 1971. Zudem war er Mitglied der Gesellschaft zur Erforschung der Neueren Geschichte in Bonn. Mit der Berufung nach München im Jahr 1977 ergaben sich weitere Aufgaben im Wissenschaftsmanagement: 1979 wurde er Mitglied der Schwäbischen Forschungsgemeinschaft und der Gesellschaft für fränkische Geschichte. Von 1985 bis 1994 war er zweiter Vorsitzender der Arbeitsgemeinschaft der außeruniversitären Forschungseinrichtungen in der Bundesrepublik Deutschland. Die wichtigste Mitgliedschaft aber blieb für Kraus jene in der Kommission für bayerische Landesgeschichte, der er 47 Jahre angehörte und deren Vorsitz er von 1978 bis 1993 innehatte. Unter den bereits etablierten Forschungsprojekten galt Kraus’ besonderes Augenmerk als Kommissionsvorsitzender dem Historischen Atlas von Bayern. Daneben begründete er neue Publikationsreihen, die den Schwerpunkt auf die Edition historischer Quellen legten: die Materialien zur bayerischen Landesgeschichte, die Quellen zur Neueren Geschichte Bayerns, und die Reihe Bayerische Gelehrtenkorrespondenz.
Kraus’ Arbeitsschwerpunkte waren die Bayerische Geschichte und die Wissenschaftsgeschichte. Nach seinen akademischen Qualifikationsarbeiten und der Studie über die historische Forschung an der Bayerischen Akademie der Wissenschaften ließ Kraus 1978 die Darstellung der naturwissenschaftlichen Forschung an der Akademie folgen. Seine wichtigsten Aufsätze zur Wissenschaftsgeschichte bis 1979 wurden in einem Sammelband veröffentlicht. Dem Themenfeld blieb Kraus zeitlebens treu, wofür noch sein Spätwerk über das Münchner Jesuitengymnasium steht. In seinen Regensburger Jahren hatte sich Kraus umfassende Kenntnisse der bayerischen Geschichte erarbeitet, die er in der Lehre zu vertreten hatte. Dies befähigte ihn zur großen Gesamtdarstellung der Geschichte Bayerns, die sein Lehrer Max Spindler neben dem Handbuch der bayerischen Geschichte „für breitere Kreise“ hatte schreiben wollen, selbst aber nicht mehr verwirklichen konnte. Kraus’ Darstellung entwickelte sich zum Standardwerk, das heute (2013) in vierter Auflage vorliegt. Nach dem Tod Spindlers übernahm Kraus die Herausgabe des Handbuchs der Bayerischen Geschichte und verantwortete die dritte Auflage des dritten Bandes sowie die zweite Auflage des zweiten Bandes, zu dem er Beiträge zur spätmittelalterlichen und frühneuzeitlichen Geschichte beisteuerte. In der Neubearbeitung des vierten Bandes, der 2003 erschien, hatte Kraus die Epoche Ludwigs I. übernommen. Daneben publizierte Kraus zur Geschichte Regensburgs und veröffentlichte eine Biografie über den Kurfürsten Maximilian I.
Kraus erhielt 1983 den Bayerischen Verdienstorden, das Bundesverdienstkreuz 1. Klasse, 1995 den päpstlichen St. Gregorius-Orden und 1998 den Preis der Bayerischen Volksstiftung. 2008 wurde Kraus für seine grundlegenden Werke zur Akademiegeschichte von der Bayerischen Akademie der Wissenschaften mit der silbernen Verdienstmedaille geehrt. Kraus verstarb kinderlos im November 2012. Er wurde auf dem Friedhof in Schondorf am Ammersee an der Seite seiner Ehefrau und Adoptivtochter beerdigt. Schondorf war für Kraus Lebensmittelpunkt. Ende 1948 zog das Ehepaar Kraus nach Schondorf. Viele Wochenenden und die vorlesungsfreie Zeit verbrachte Kraus dort. Ein Großteil der Bücher war dort entstanden. Über Schondorf legte er 1999 eine ortsgeschichtliche Studie vor.

## Schriften
Ein Schriftenverzeichnis erschien in: Konrad Ackermann (Hrsg.): Bayern vom Stamm zum Staat. Festschrift für Andreas Kraus zum 80. Geburtstag (= Schriftenreihe zur bayerischen Landesgeschichte. Band 140). 2 Bände. Beck, München 2002, ISBN 3-406-10721-4, S. 587–600.
- Geschichte Bayerns. 3. erweiterte Auflage, Beck, München 2004, ISBN 3-406-51540-1.
- (Hrsg.): Handbuch der bayerischen Geschichte. Beck:
  - Band II: Das Alte Bayern. Der Territorialstaat. München 1988, ISBN 3-406-32320-0.
  - Band III, 1: Geschichte Frankens bis zum Ausgang des 18. Jahrhunderts. München 1997, ISBN 3-406-39451-5.
  - Band III, 2: Geschichte Schwabens bis zum Ausgang des 18. Jahrhunderts. München 2001, ISBN 3-406-39452-3.
  - Band III, 3: Geschichte der Oberpfalz und des bayerischen Reichskreises bis zum Ausgang des 18. Jahrhunderts. München 1995, ISBN 3-406-39453-1.  eingeschränkte Vorschau in der Google-Buchsuche
- Maximilian I. Bayerns großer Kurfürst. Styria u. a., Graz u. a. 1990, ISBN 3-222-11972-4.
- Die naturwissenschaftliche Forschung an der Bayerischen Akademie der Wissenschaften im Zeitalter der Aufklärung. Verlag der Bayerischen Akademie der Wissenschaften, München 1978, ISBN 3-7696-0077-0.
- Civitas regia. Das Bild Regensburgs in der deutschen Geschichtsschreibung des Mittelalters (= Regensburger historische Forschungen. Band 3). Lassleben, Kallmünz 1972.
- Das Päpstliche Staatssekretariat unter Urban VIII. (1623–1644) (= Römische Quartalschrift für christliche Altertumskunde und Kirchengeschichte. Supplementheft 29 = Forschungen zur Geschichte des päpstlichen Staatssekretariats. Band 1). Herder, Rom u. a. 1964.
- Vernunft und Geschichte. Die Bedeutung der deutschen Akademien für die Entwicklung der Geschichtswissenschaften im späten 18. Jahrhundert. Herder, Freiburg 1963.
- Die historische Forschung an der Churbayerischen Akademie der Wissenschaften 1759–1806 (= Schriftenreihe zur bayerischen Landesgeschichte. Band 59). Beck, München 1959.